# 노르웨이 롱홀의 운항 노선
노르웨이 롱홀은 다음과 같이 운항하고 있다.

## 운항 노선
- 프랑스
  - 파리 - 샤를 드 골 국제공항 허브
- 그리스
  - 아테네 - 아테네 국제공항 계절편
- 이탈리아
  - 로마 - 레오나르도 다빈치 국제공항 허브
- 네덜란드
  - 암스테르담 - 스히폴 국제공항
- 노르웨이
  - 오슬로 - 가르데르모엔 오슬로 공항
- 스페인
  - 바르셀로나 - 바르셀로나 국제공항 허브
  - 마드리드 - 마드리드 바라하스 국제공항
- 태국
  - 방콕 - 수완나품 국제공항
  - 끄라비 - 끄라비 공항 계절편
- 미국
  - 오스틴 - 오스틴 버그스트롬 국제공항 계절편
  - 보스턴 - 로건 국제공항 계절편
  - 시카고 - 오헤어 국제공항 계절편
  - 덴버 - 덴버 국제공항 계절편
  - 포트로더데일 - 포트로더데일 할리우드 국제공항 허브
  - 로스엔젤레스 - 로스엔젤레스 국제공항 허브
  - 뉴욕 - 존 F. 케네디 국제공항 허브
  - 올랜도 - 올랜도 국제공항
  - 샌프란시스코 - 샌프란시스코 국제공항

## 단항 노선
- 덴마크
  - 코펜하겐 - 코펜하겐 공항
- 프랑스
  - 파리 - 오를리 공항
- 노르웨이
  - 베르겐 - 베르겐 공항
- 푸에르토리코
  - 산후안 - 산후안 국제공항
- 스웨덴
  - 스톡홀름 - 스톡홀름 알란다 국제공항
- 영국
  - 런던 - 개트윅 공항
- 미국
  - 라스베이거스 - 매캐런 국제공항
  - 뉴욕 - 뉴어크 리버티 국제공항
  - 오클랜드 - 오클랜드 국제공항
  - 시애틀 - 시애틀 터코마 국제공항
- 미국령 버진아일랜드
  - 세인트크로이섬 - 헨리 E. 롤센 공항